# Jiří Trávníček (houslista)
Jiří Trávníček (10. prosince 1925 Vlaštovičky – 16. června 1973 Brno) byl český houslista, primárius, pedagog.
Patřil k vynikajícím houslovým interpretům, především v oblasti komorní hudby. Po ukončení studia na reálném gymnáziu v Opavě studoval na konzervatoři v Brně, absolvoval v roce 1948. V roce 1952 vystudoval hru na housle na Hudební fakultě Janáčkovy akademie múzických umění (JAMU) v Brně. Po vzniku Janáčkova kvarteta postupně omezil svá sólová vystoupení a až do své smrti působil v Janáčkově kvartetu, kde byl primáriem. Jako pedagog působil krátce na konzervatoři v Brně a poté na brněnské JAMU, v roce 1969 byl zde jmenován docentem. Zemřel na rakovinu ledvin.

## Ocenění
- Cena osvobození města Brna
- Janáčkova medaile (1962)
- Krajská cena Leoše Janáčka (1968)